# Termini Imerese
Termini Imerese is een gemeente in de Italiaanse provincie Palermo (regio Sicilië) en telt 26.827 inwoners (31-12-2004). De oppervlakte bedraagt 77,6 km², de bevolkingsdichtheid is 346 inwoners per km².

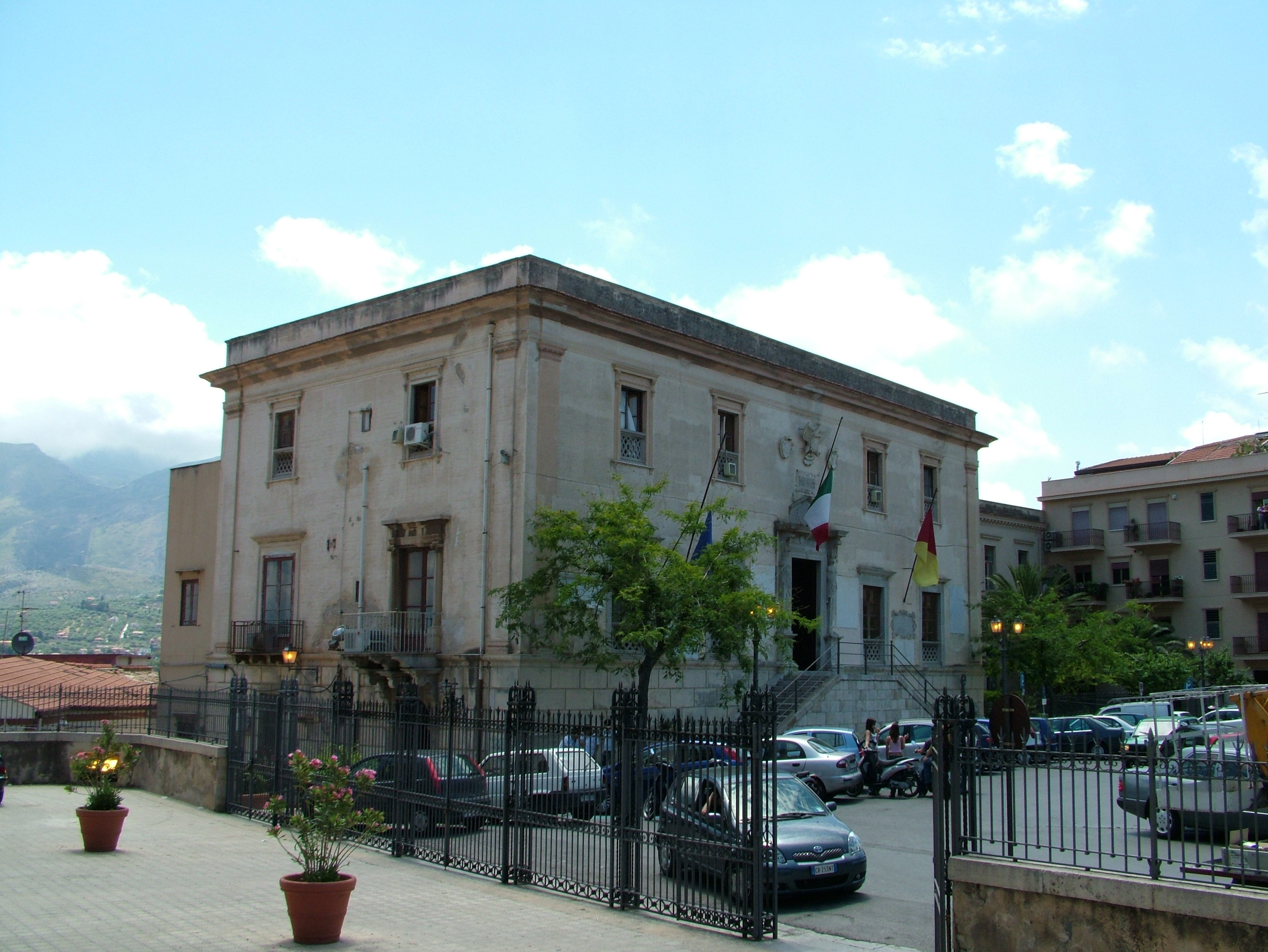
Gemeentehuis
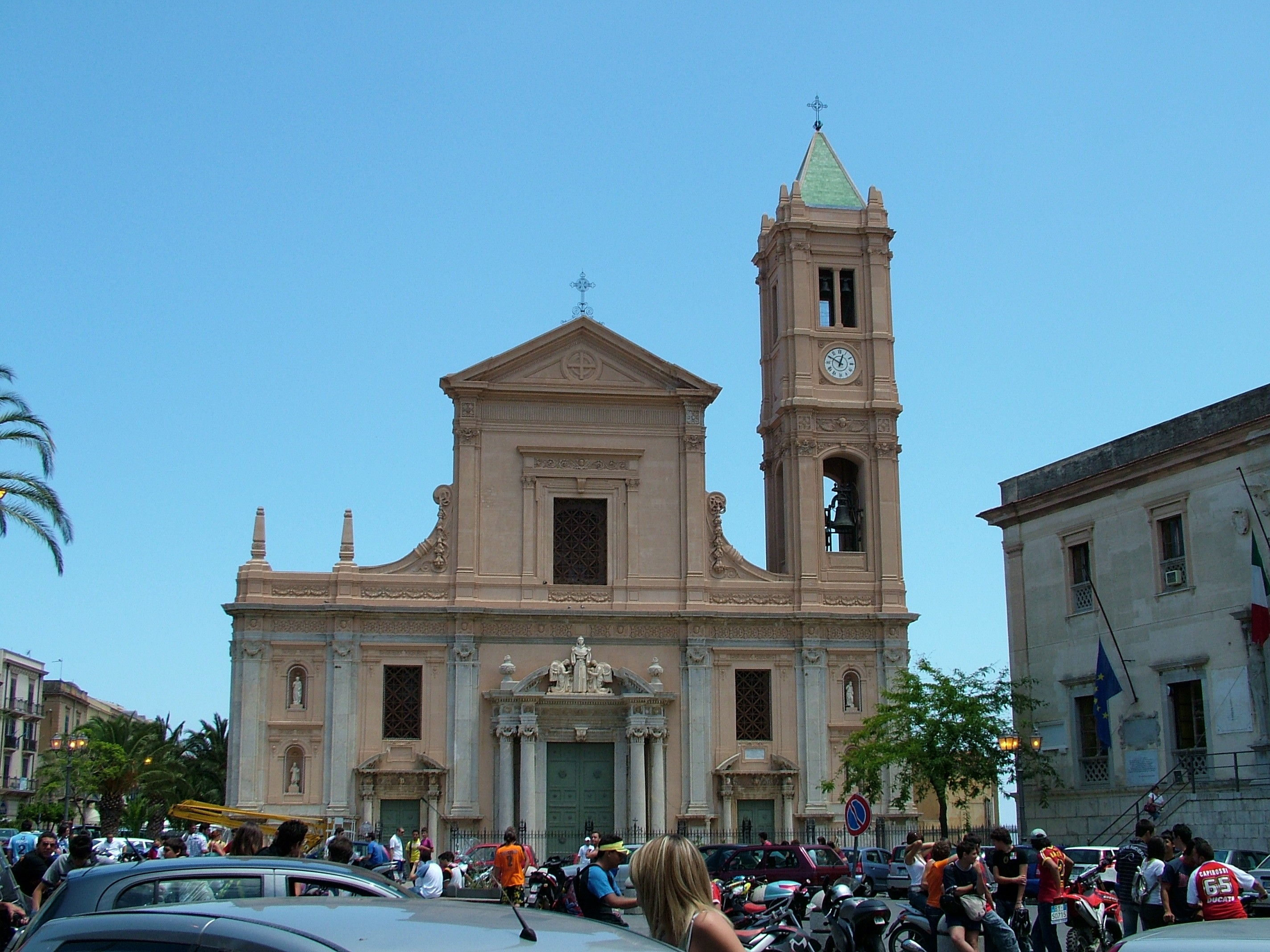
Dom van Termini Imerese

## Demografie
Termini Imerese telt ongeveer 9590 huishoudens. Het aantal inwoners steeg in de periode 1991-2001 met 1,5% volgens cijfers uit de tienjaarlijkse volkstellingen van ISTAT.
| Jaar | Inwoneraantal |
| ---- | ------------- |
| 1991 | 26.571        |
| 2001 | 26.958        |

## Geografie
De gemeente ligt op ongeveer 77 m boven zeeniveau.
Termini Imerese grenst aan de volgende gemeenten: Caccamo, Campofelice di Roccella, Cerda, Collesano, Sciara, Trabia.